# Ivorypress
Ivorypress es una editorial española fundada en 1996 por Elena Ochoa, especializada en libros de artista.

## Historia

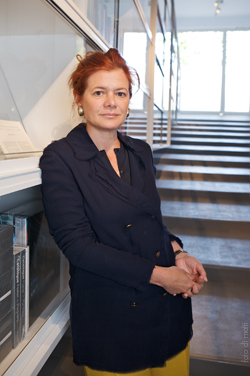
Elena Ochoa, fundadora y CEO de Ivorypress

Ivorypress fue fundada en 1996 en la ciudad de Londres por la psicóloga española Elena Ochoa como una organización privada de actividades editoriales y curaduría, compuesta por una galería de arte, una editorial especializada en libros de artista y una biblioteca centrada en la fotografía, la arquitectura y el arte contemporáneo.
En 2008 se estableció Ivorypress Art + Books, biblioteca y galería de arte con exposiciones permanentes de libros de artista. Además de su calendario de exposiciones en la capital española, Ivorypress desarrolla una actividad curatorial en torno a la creación, el diseño y la producción de proyectos expositivos internacionales en colaboración con instituciones de renombre. Cada año la editorial patrocina y organiza una Cátedra de Arte Contemporáneo en la Universidad de Oxford, Reino Unido, en asociación con la Ruskin School of Drawing & Fine Art y el Magdalen College.

## Obras notables
- Eduardo Chillida - Reflections, 2002
- Eduardo Chillida - Reflections, 2002
- Anthony Caro - Open Secret, 2004
- Anish Kapoor - Wound, 2005
- Francis Bacon - Detritus, 2006
- Richard Long - Walking and Sleeping, 2007
- Isamu Noguchi - 18 Drawings, 18 Photographs, 2007
- Cai Guo-Qiang - Danger Book: Suicide Fireworks, 2008
- Richard Tuttle - NotThePoint, 2009
- Ai Weiwei - Becoming, 2009
- Isidoro Valcárcel Medina - ilimit, 2012
- Maya Lin - Cloudline: Everest at 20,000 feet, 2013
- Olafur Eliasson - A view becomes a window, 2013
- Marc Quinn - Thames River Water Atlas, 2017
- William Kentridge - Tummelplatz, 2017
- Edmund de Waal - Breath, 2019
- Michal Rovner - Document, 2020